# Journée des Dupes
 (septembre 2015).
La journée des Dupes désigne les événements des dimanche 10 et lundi 11 novembre 1630, au cours desquels, contre toute attente, le roi de France Louis XIII renouvelle sa confiance à son ministre Richelieu, élimine ses adversaires politiques et contraint la reine-mère Marie de Médicis à l'exil.
Le mois précédent, le roi de France est rentré à Paris après s’être remis d’une violente dysenterie lors d’un séjour à Lyon.
De son côté Marie de Médicis est très remontée contre le cardinal à qui elle reproche de l’avoir trahie, alors qu'elle l'avait aidé à accéder au pouvoir. Le cardinal a en effet conseillé au roi de s’allier aux états protestants allemands contre les Habsbourg catholiques. 
Le 10 novembre 1630, Marie de Médicis s’entretient avec son fils au palais du Luxembourg afin de le convaincre de démettre Richelieu. Elle tente en parallèle d’empêcher ce dernier de se joindre à eux mais Richelieu parvient à entrer dans la salle par une porte dérobée. Tant bien que mal, il tente de se concilier les faveurs de la reine mais en vain. Louis XIII quitte alors la séance pour rejoindre Versailles tandis que Richelieu rejoint le Petit Luxembourg où il s’attend à être démis de ses fonctions.
Alors que la reine et ses proches célèbrent leur victoire, Louis XIII convoque contre tout attente Richelieu à Versailles. Au cours d'un long échange, il lui déclare « Je suis plus attaché à mon État qu'à ma mère », et lui renouvelle sa confiance.
Marie de Médicis est contrainte de quitter Paris pour rejoindre Compiègne, où elle séjourne quelque temps avant de s’exiler aux Pays-Bas espagnols où elle meurt en 1642.
Devant un tel retournement de situation, le poète Guillaume Bautru s'exclame : « C'est la journée des dupes ! ».

## Contexte historique

### L'isolement deLouisXIIIet le ministère de Richelieu
Cet épisode de l'Histoire de France intervient pendant la guerre de Trente Ans, mais avant que la France ne s'y engage, alors que Louis XIII doit renforcer sa position de souverain face à l'omniprésence des Habsbourg tant sur le plan politique que religieux et familial. Tout menace alors le roi de France. 

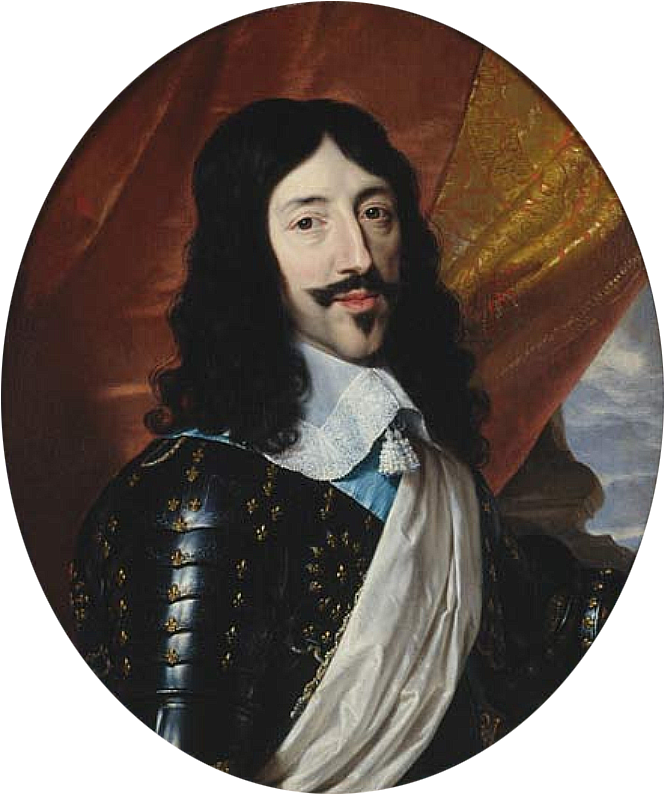
Louis XIII par Philippe de Champaigne.

Sa mère Marie de Médicis ne montre pour lui ni affection, ni estime. Traumatisé tant par l'assassinat de son père, Henri IV, que par les affrontements religieux entre Réforme et Contre-Réforme, il souffre depuis son enfance de bégaiements intempestifs, que son premier médecin Jean Héroard consigne dans ses mémoires. 
À l'inverse de la politique d'Henri IV, Marie de Médicis, fervente catholique, a marié sa fille aînée Élisabeth à Philippe IV d'Espagne, encore enfant. Quant à Louis XIII, elle lui a fait épouser à quatorze ans Anne d'Autriche, infante d'Espagne.
Les huguenots, craignant des poursuites en France alors que leurs pairs allemands sont en guerre contre le Saint-Empire romain germanique, se rebellent. Louis XIII envoie le cardinal de Richelieu dans l'Ouest et le Midi pour restaurer l'autorité de l'État, sans remettre pour autant en question la liberté de culte. Leurs places fortes doivent être détruites, ce qui se termine par la paix d'Alès en 1629. 
Grand stratège, Richelieu suggère néanmoins de s'allier aux États protestants allemands pour lutter contre l'hégémonie des Habsbourg catholiques sur l'Europe, dont sont issus tous les empereurs du Saint-Empire, ainsi que les rois d'Espagne. Richelieu prône par ailleurs le soutien des alliés potentiels que constituent les classes bourgeoises émergentes.

### L'hostilité de Marie de Médicis et l'expédition de Savoie
Cette politique déplaît fortement au tout nouveau Parti des dévots dirigé par Marie de Médicis et Michel de Marillac, garde des sceaux, en faveur de l'option pacifiste. Ces derniers donnent primauté au catholicisme sur la royauté, Marie de Médicis étant affiliée aux Habsbourg qui règnent sur le Saint-Empire et l'Espagne. Elle ne pardonne pas à Richelieu de l'avoir trahie, alors qu'elle a favorisé son entrée au conseil royal en 1624, et ne cesse de conspirer à son égard et contre sa politique. Louis XIII doit donc faire face à l'hostilité directe de la reine-mère à la politique qu'il entreprend. À cela s'ajoute aussi le fait que le roi n'a pas encore de descendance et est de santé fragile. Tout cela pousse les Grands du Royaume, y compris son frère cadet Gaston d'Orléans, alors héritier du trône, à s'enhardir. En effet, la régence exercée par Marie de Médicis entre 1610 et 1614 pèse encore sur le royaume : l'affaiblissement de la centralisation du pouvoir initiée par Henri IV, mais surtout la faveur que Marie de Médicis avait porté sur Leonora Dori et Concino Concini jusqu'en 1617, ont redonné pouvoir et confiance à la noblesse française, qui a retrouvé l'essentiel de ses privilèges.
À partir de 1628, Louis XIII envisage, contre l’avis presque unanime de son conseil, de rétablir Charles Ier de Mantoue, duc de Nevers, en possession de l'héritage du duché de Mantoue, en Lombardie, sur lequel Charles-Emmanuel Ier de Savoie, qui pour sa part veut renforcer sa position en Italie contre ses voisins français et impériaux, élève alors des prétentions. Il interrompt les expéditions contre les huguenots et, accompagné de Richelieu, occupe la Savoie. Charles-Emmanuel Ier, probablement atteint de la peste, meurt le 26 juillet 1630 à Savillan. Peu après, ce même duché est réclamé par l’empereur Ferdinand II, en tant que fief impérial tombé en déshérence. Richelieu suggère de répondre par la fermeté pour continuer à asseoir le pouvoir du roi de France. Marie de Médicis, opposée à une guerre contre l'Espagne, se sent une fois de plus trahie par Richelieu et projette sa perte. Elle cherche à faire échouer la campagne d'Italie, en entravant l'arrivée des munitions, puis à faire promettre à son fils de révoquer Richelieu dès que la guerre d’Italie sera terminée.

### La maladie deLouisXIIIet le retour à Paris
Au même moment, la peste fait des ravages dans la région. Afin d'éviter une contagion, Louis XIII quitte Mantoue pour rejoindre Lyon, où Marie de Médicis cherche à obtenir le renvoi de Richelieu. Le roi, qui souffre des dents depuis plusieurs mois déjà, arrive à Lyon le 7 septembre, mais il est pris peu après d'une dysenterie sanglante accompagnée de fortes fièvres. Alarmé, Richelieu, qui a pris le commandement de l’armée du Piémont, rejoint alors Lyon. Ce qu'on a appelé la « maladie de Lyon » dure environ quarante jours et fait craindre pour la vie de Louis XIII, à tel point que l’extrême-onction lui est administrée le jour de son anniversaire, le 27 septembre 1630,. Mais contre toute attente, le roi de France recouvre la santé.
Peu après la guérison miraculeuse de Louis XIII, ses troupes parviennent à reprendre Mantoue et la reine-mère presse le roi de destituer le cardinal de Richelieu. Marie de Médicis tient tous les jours des conseils pour décider de quelle façon traiter Richelieu, que tous rendent responsable des tensions en Europe et même de la maladie du roi. Gaston d'Orléans pensa ceindre bientôt la couronne. Quant au cardinal, le duc Henri II de Montmorency lui offre asile dans son fief du Languedoc, si le roi vient à mourir. Homme d'État avant tout, Louis XIII fait tout de même une réponse dilatoire à sa mère, qui rentre alors à Paris où la cour itinérante doit passer l'hiver. Le roi revient à Paris le 19 octobre et reçoit peu après sa mère, qui lui déclare que, quels que soient les griefs qu'elle ait de l'ingratitude du cardinal de Richelieu, elle reconnaît sa valeur et ne fera plus de difficultés. Cette déclaration est reçue par Louis XIII avec joie, puisqu'elle le délivre de l’odieuse nécessité de choisir entre sa mère et son ministre.

## Déroulement

### Samedi9 novembre 1630, la colère de Marie de Médicis
Le roi réunit un conseil restreint chez la reine-mère au palais du Luxembourg, situé à côté du Petit Luxembourg, que Marie de Médicis a donné au cardinal de Richelieu en 1627. Y siègent, outre Louis XIII et Marie de Médicis, Michel de Marillac et Richelieu. Or, les succès remportés par ce dernier au cours de la décennie passée tant dans les négociations que dans les affrontements ont transformé la méfiance de Louis XIII à l'égard de Richelieu en estime pour le cardinal. Il décide donc de le garder à ses côtés et fait connaître sa résolution à sa mère, en lui assurant qu'il aura toujours pour elle le respect qu'il lui doit. Cette nouvelle fait entrer Marie de Médicis dans une profonde colère et elle laisse alors libre cours à sa haine envers le cardinal.
C'est alors que la nièce de Richelieu, Mme de Combalet, sa dame d'atours, se présente. La reine-mère, en la voyant, oublie la parole qu'elle avait donnée au roi quant à son acceptation du cardinal, et se met à l'accabler d'injures et de reproches, si bien que Mme de Combalet sort en larmes. Le cardinal n'est pas mieux traité que sa nièce. Marie de Médicis lui retire la surintendance de la maison de la Reine et son titre d'aumônier de la Reine. Elle chasse de leurs fonctions son cousin germain, Charles de La Porte, capitaine de ses gardes, et ne veut plus voir Claude Bouthillier, secrétaire d’État, parce qu'il lui a été détaché par Richelieu.
Louis XIII, outré par la scène, aurait quitté le palais sans un mot ni un regard au cardinal de Richelieu, qui se croit perdu et se prépare à se retirer à Brouage, dont il est le gouverneur. De retour rue de Tournon, à l’hôtel des Ambassadeurs, le roi consulte Saint-Simon, son favori, qui lui parle fortement en faveur du cardinal. Louis XIII, étant résolu d'aller ce jour-là au château de Versailles, charge Saint-Simon d’envoyer dire au cardinal de s’y trouver : « Monsieur le cardinal a un bon maître ; allez lui dire que je me recommande à lui et que sans délai il vienne à Versailles ».

### Dimanche10 novembre 1630, Louis XIII confirme Richelieu dans ses fonctions
Louis XIII annule le conseil de la Journée qu'il a prévu pour tenter de réconcilier sa mère et son ministre. Marie de Médicis essaie d'empêcher le cardinal de Richelieu de rejoindre la séance. Prétextant qu'elle doit « prendre médecine », elle ordonne à ses huissiers de fermer les portes avant de retourner dans la salle et reprendre sa diatribe, exigeant du roi l'éviction et le remplacement de Richelieu par Michel de Marillac comme principal ministre. Louis XIII, dévoré de soucis, dira : « L’obstination de ma mère me fera mourir ; elle veut que je chasse un ministre habile pour confier mon royaume à des ignorants, qui préfèrent leur intérêt à celui de l’État,. »

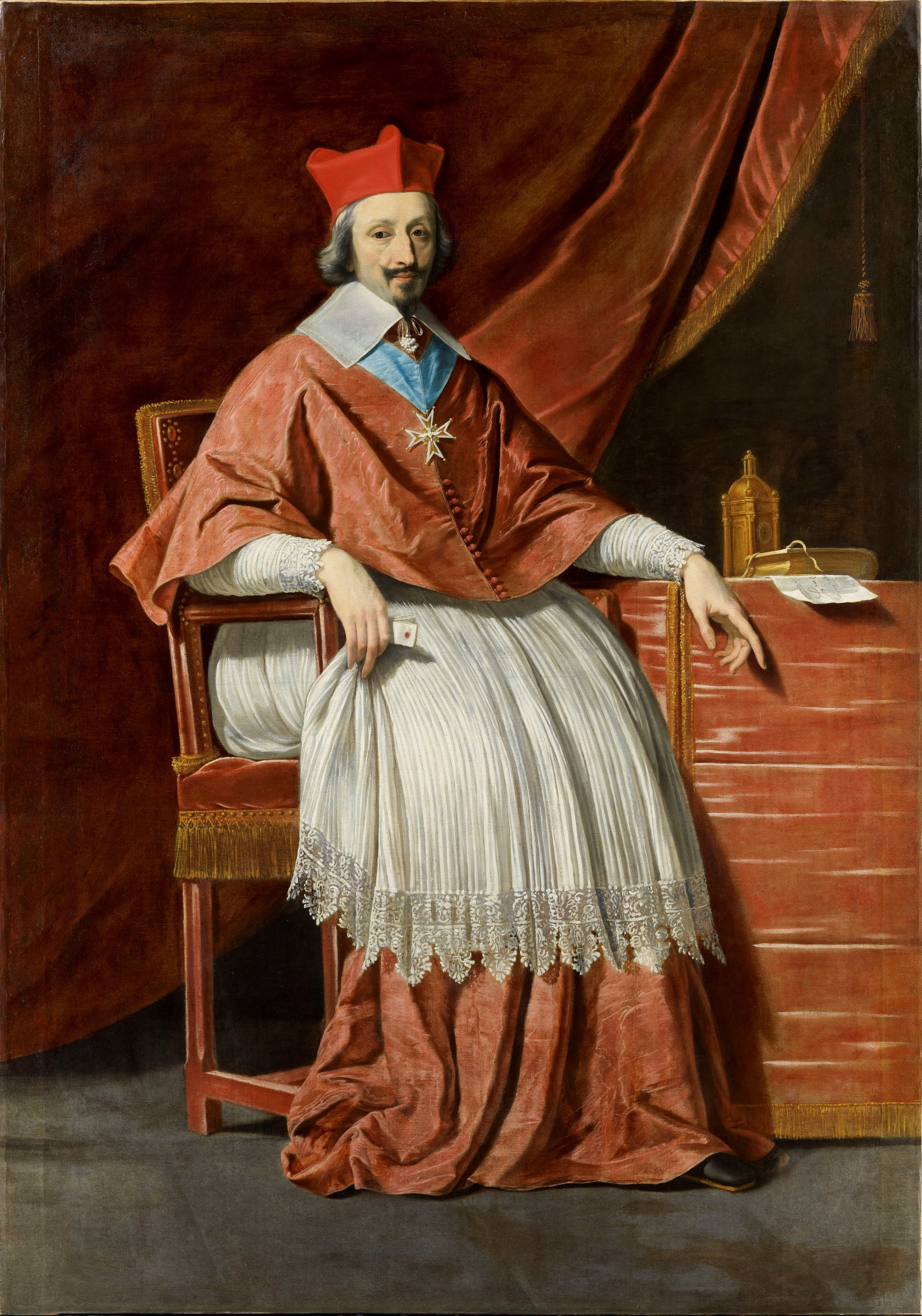
Le cardinal de Richelieu, portrait par Philippe de Champaigne, peint en 1636.

Richelieu parvient à s'introduire chez la reine-mère depuis chez lui (Marie de Médicis dira plus tard : « Si je n'avais pas négligé de fermer un verrou, le cardinal était perdu ») et entre dans la salle au grand étonnement du roi et de la reine-mère, en déclarant : « Je gagerai que Leurs Majestés parlent de moi ? ». Marie de Médicis lui reproche sèchement son ingratitude et lui enjoint de ne plus jamais se présenter devant elle. Ébranlé par sa colère, Richelieu s'agenouille en larmes et baise le bas de la robe de la reine-mère, qui s'adresse alors à son fils : « Préférez-vous un laquais à votre propre mère ? ». Louis XIII part ensuite pour son relais de chasse à Versailles, sans un regard pour Richelieu, qui regagne le Petit Luxembourg et se prépare à sa déchéance. Ce double départ fait croire au parti dévot que la victoire est remportée. Déjà, les partisans de la reine-mère la félicitent.
Contre tout attente, Louis XIII convoque le soir-même le cardinal à Versailles. On ne sait pas exactement qui, de César de Tourville ou du cardinal de La Valette, convainc le cardinal de Richelieu de rendre visite au roi à Versailles. Toujours est-il que le principal ministre se rend le soir même à Versailles, où il est favorablement accueilli par Louis XIII. Au cours du long entretien qu'ils ont, le roi lui déclare : « Je suis plus attaché à mon État qu'à ma mère ». Le cardinal propose sa démission au roi, mais ce dernier la refuse. Au moment de prendre congé, Louis XIII l'embrasse pour montrer leur réconciliation. Par la suite, il décide de neutraliser les opposants à ses desseins, en commençant par éloigner Michel de Marillac, qu'il envoie à Glatigny. Il convoque ensuite un conseil au cours duquel il promeut Charles de L'Aubespine garde des sceaux en lieu et place de Marillac.

### Lundi11 novembre 1630, disgrâce et exil de la reine-mère
Louis XIII rentre à Paris. Pour contenir la colère de sa mère, il fait dire au cardinal de Richelieu de se retirer pour quelques jours à Pontoise. Le roi ordonne l'arrestation de Michel de Marillac, qui est emprisonné au château de Châteaudun jusqu'à sa mort en 1632, ainsi que celle de son frère, le maréchal Louis de Marillac, nommé la veille à la tête de l'armée d'Italie et qui sera exécuté pour haute trahison en 1632. Marie de Médicis, d'abord stupéfaite face à ce retournement de situation si brusque, refuse toutes les tentatives d'apaisement. Elle se voit recluse dans ses appartements puis exilée à Compiègne en février 1631. Elle s'en échappe le 18 juillet suivant pour gagner les Pays-Bas espagnols. Cette évasion n'est en réalité qu'un piège politique tendu par son fils qui a auparavant retiré les régiments gardant le château de Compiègne. Réfugiée auprès des ennemis espagnols de la France, Marie de Médicis est à jamais privée de son influence et meurt en exil le 3 juillet 1642.

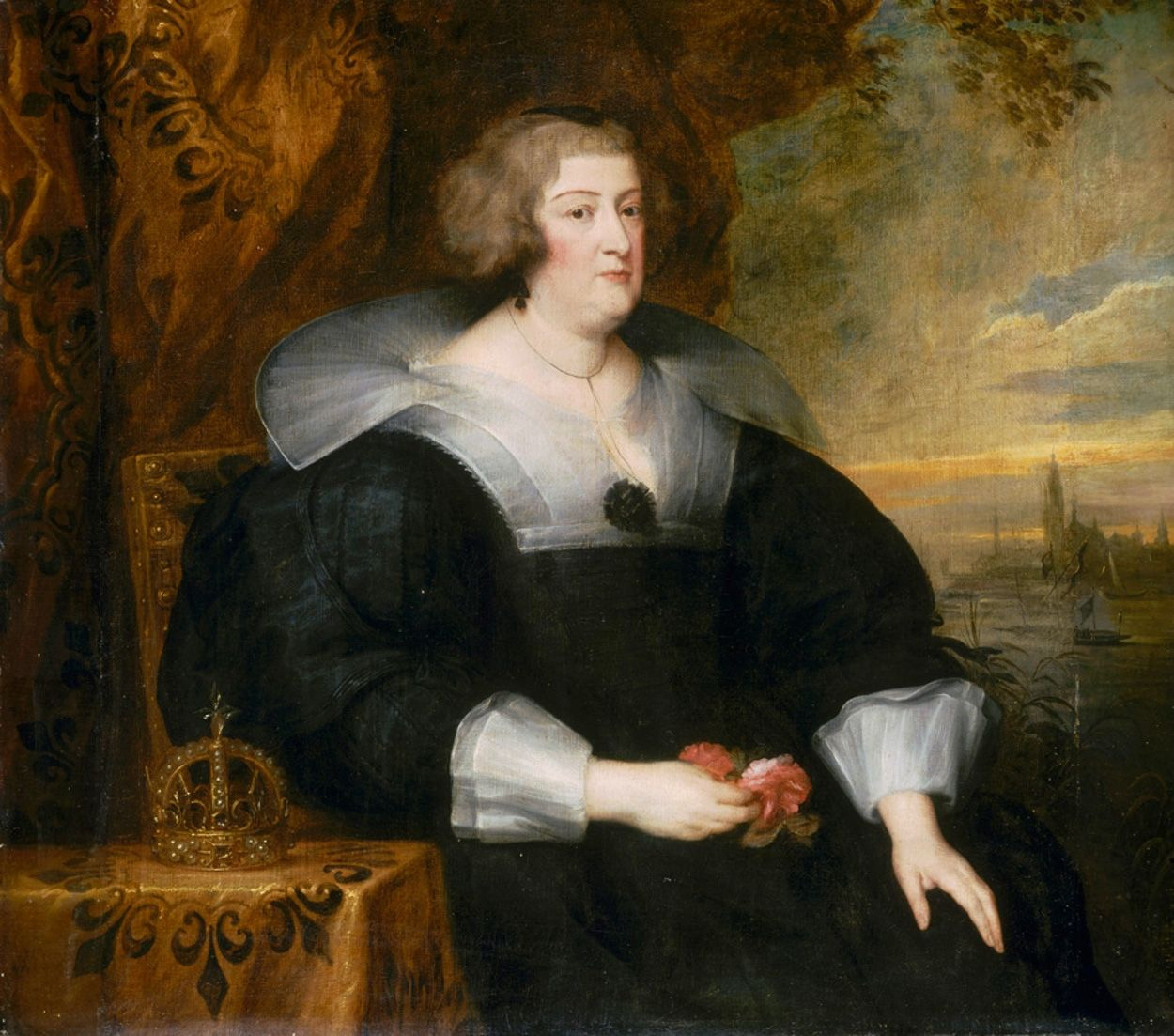
Marie de Médicis par Antoine van Dyck.

D'autres participants à la conspiration subissent aussi les conséquences de cet échec : le maréchal François de Bassompierre est emprisonné à la Bastille, d'où il ne sort qu'au début de l'année 1643, après la mort de Richelieu. Le duc Charles Ier de Guise préfère quant à lui demander la permission de partir en pèlerinage en Italie, où il demeure en exil jusqu'à sa mort en 1640. Quant à Gaston d'Orléans, il se réfugie à la cour du duc Charles IV de Lorraine, d'où il continue à comploter contre son frère. Devant un tel retournement de situation, Guillaume Bautru prononce alors une phrase promise à la postérité : « C'est la journée des dupes ! ».
Bien que théâtrale dans son déroulement, la journée des Dupes n'en est pas moins d'une importance capitale puisqu'elle achève de souder les rapports qui unissent Louis XIII à son principal ministre, dont les options politiques ne rencontrent alors plus d'opposition au sein du Conseil royal.

## Postérité
Honoré de Balzac a évoqué cet épisode de l'histoire dans son étude Sur Catherine de Médicis où il porte un jugement sévère sur Marie de Médicis, l'accusant d'avoir tenu secrets des documents sur la mort de son époux Henri IV en 1610 : « la victoire de Richelieu sur elle, à la journée des Dupes, ne fut due qu'à la découverte que le cardinal fit à Louis XIII des documents tenus secrets sur la mort d'Henri IV ».
Alexandre Dumas en livre également le récit dans le roman Le Comte de Moret ou Le Sphinx rouge, paru d'abord en feuilleton en 1865-1866.
La journée des Dupes constitue la trame de Richelieu ou la Journée des dupes, un téléfilm français réalisé en 1983 par Jean-Dominique de La Rochefoucauld. Elle est également mise en scène dans le feuilleton télévisé Richelieu, le Cardinal de Velours, en 1977.
Plus récemment, Robert Merle l'évoque dans le tome 12 de la série Fortune de France, intitulé Complots et Cabales et paru en 2001. C'est enfin un des événements centraux de 1630, la vengeance de Richelieu, roman de Jean-Michel Riou paru en 2009. 

### Source primaire
- Louis de Rouvroy de Saint-Simon, « La journée des Dupes », dans Édouard Fournier, Variétés historiques et littéraires, vol. IX, 1859 (lire en ligne)